# Acid heptatriacontanoic
Acid heptatriacontanoic, hoặc acid heptatriacontylic, là một acid béo bão hoà với chuỗi 37 nguyên tử carbon.